# 二工镇 (塔城市)
二工镇，是中华人民共和国新疆维吾尔自治区塔城地区塔城市下辖的一个乡镇级行政单位。

## 行政区划
二工镇下辖以下地区：
二工村、上二工村、左公祠村、塔斯肯村、上塔斯肯村、头工村、萨孜村、哈拉墩村、下喀浪古尔村、满城村、乌宗阿尕什村、喀浪古尔村、马依海村、八里村、园艺村、五里村、吐马克齐村、喀拉苏村和奇巴尔拉尕什村。